# 545 Dywizja Grenadierów Ludowych
545 Dywizja Grenadierów Ludowych (niem. 545. Volks-Grenadier-Division) – niemiecka dywizja grenadierów ludowych z okresu II wojny światowej.

## Historia
Dywizja powstała z przemianowania 545 Dywizji Grenadierów w dniu 9 października 1944 roku. Wchodziła wtedy w skład XI Korpusu SS i zajmowała pozycje obronne w rejonie Krosna. W trakcie walk straciła około 40% swego stanu osobowego.
Po ustabilizowaniu się frontu zajmowała pozycję obronne w rejonie Jasła. Po rozpoczęciu operacji sandomiersko-śląskiej przez wojska radzieckie cofa się na trasie Ciężkowice – Limanowa – Andrychów – Bielsko tocząc ciężkie walki obronne. Ostatecznie na początku lutego 1945 roku zostaje rozbita pod Bielsko-Białą i skierowana w rejon Cieszyna, gdzie zostaje rozwiązana. Jej resztki wcielono w skład 78 Dywizji Szturmowej, a sztab przerzucono w rejon Chociebuża.
W kwietniu 1945 roku na bazie sztabu została odtworzona z rozmaitych grup bojowych, batalionów Volkssturmu i 80 pułku piechoty z 608 Dywizji do Zadań Specjalnych. Po odtworzeniu weszła w skład Korpusu Pancernego „Grossdeutschland” 4 Armia Pancerna zajmując pozycję obronne nad Nysą Łużycką w dniach 13 – 15 marca 1945 roku.
Po rozpoczęciu operacji łużyckiej jej pozycję obronne zostają przełamane przez oddziały radzieckiej 5 Armii Gwardii i wycofała się w rejon na północ od Budziszyna. Wzięła udział w walkach w trakcie bitwy pod Budziszynem, gdzie walczyła z polskimi oddziałami wchodzącymi w skład 2 Armii WP w rejonie Klix, Wartha i Dauban. W czasie tych walk zostaje rozbita i wycofała się w rejon Drezna, gdzie w maju jej resztki skapitulowały.

## Dowódcy dywizji
- gen. mjr Otto Obenaus (1944 – 1945)
- płk Emmanuel von Kiliani (1945)
- gen. mjr Hans-Ernst Kohlsdorfer (1945) (po odtworzeniu)

## Skład dywizji
- 1085 pułk grenadierów (Grenadier-Regiment 1085)
- 1086 pułk grenadierów (Grenadier-Regiment 1086)
- 1087 pułk grenadierów (Grenadier-Regiment 1087)
- 1545 pułk artylerii (Artillerie-Regiment 1545)
- 1545 polowy batalion zapasowy (Feldersatz-Bataillon 1545)
- 1545 batalion pionierów (Pionier-Bataillon 1545)
- 1545 batalion niszczycieli czołgów (Panzerjäger-Abteilung 1545)
- 545 batalion fizylierów (Füsilier-Bataillon 545)
- 545 dywizyjny batalion łączności (Divisions-Nachrichten-Abteilung 545)